# Kandal Stueng
Kandal Stueng es uno de los once distritos que forman la provincia camboyana de Kandal, con una población estimada en marzo de 2008 de 100 466 habitantes. Está dividido en las siguientes  comunas (khum), que se muestran asimismo con población estimada de 2008:
- Ampov Prey 6,185
- Anlong Romiet 4,250
- Barku 5,394
- Boeng Khyang 6,089
- Cheung Kaeub 3,998
- Daeum Rues 8,215
- Kandaok 6,012
- Kong Noy 1,689
- Kouk Trab 4,445
- Preaek Kampis 8,167
- Preaek Roka 4,694
- Preaek Slaeng 3,483
- Preah Putth 2,077
- Roka 2,918
- Roleang Kaen 5,034
- Roluos 2,878
- Siem Reab 4,512
- Spean Thma 2,904
- Tbaeng 3,937
- Thmei 2,193
- Tien 2,197
- Trapeang Veaeng 3,601
- Trea 5,588[1]